# Unterer Berg

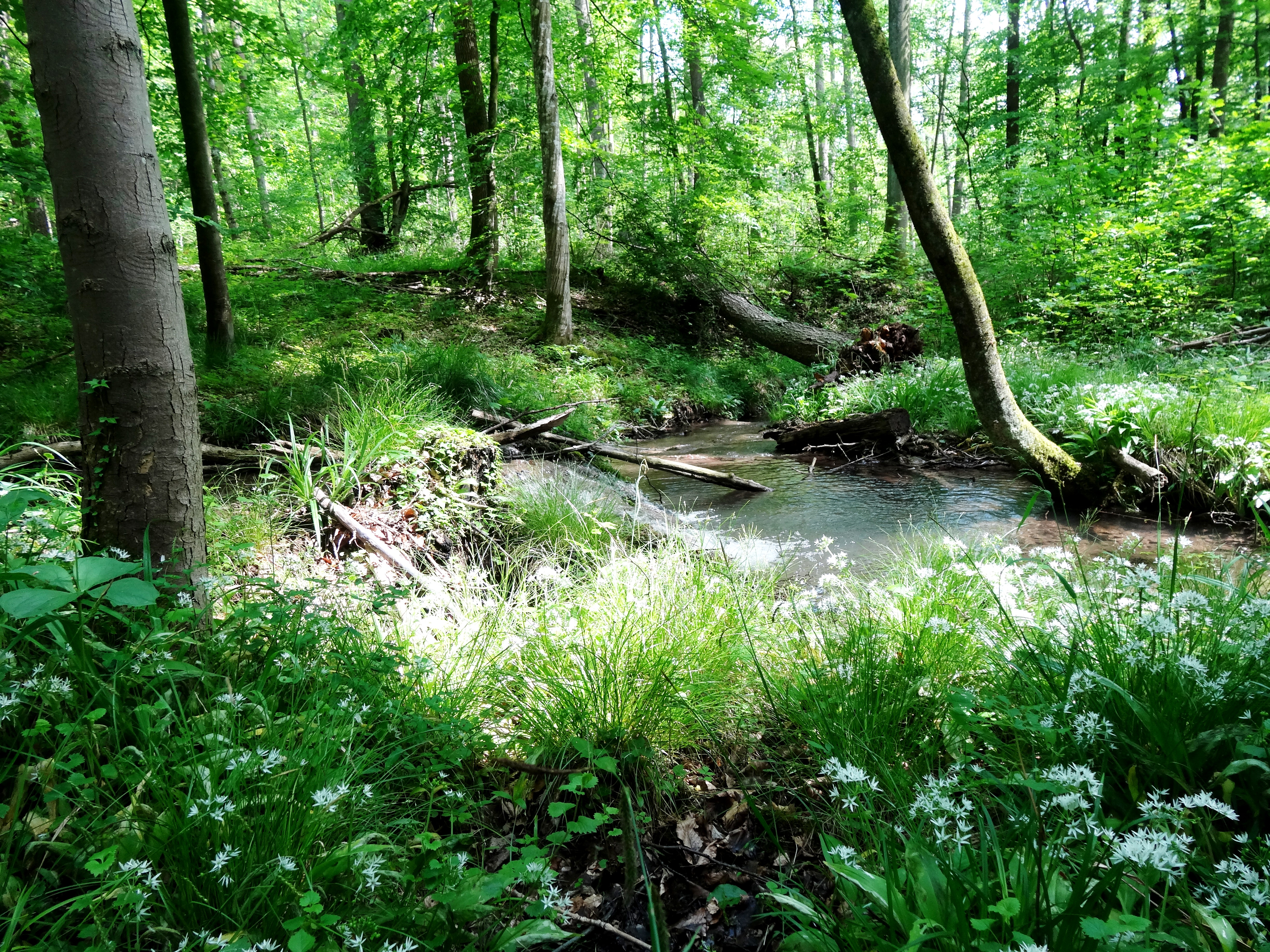
Naturschutzgebiet "Unterer Berg" bei Sachsenheim-Häfnerhaslach im Landkreis Ludwigsburg, aufgenommen im Mai 2015

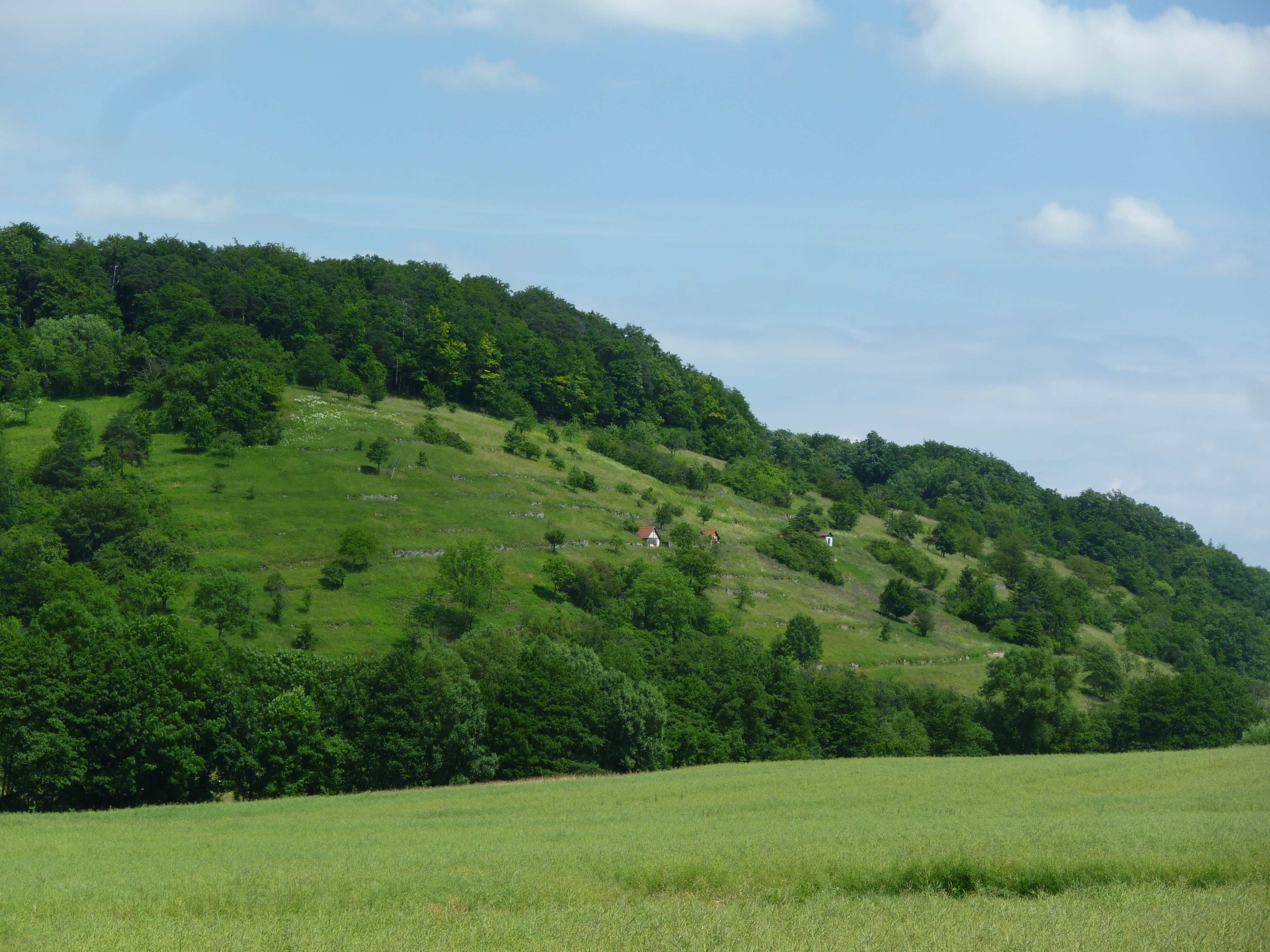
Kirbachtal und Unterer Berg

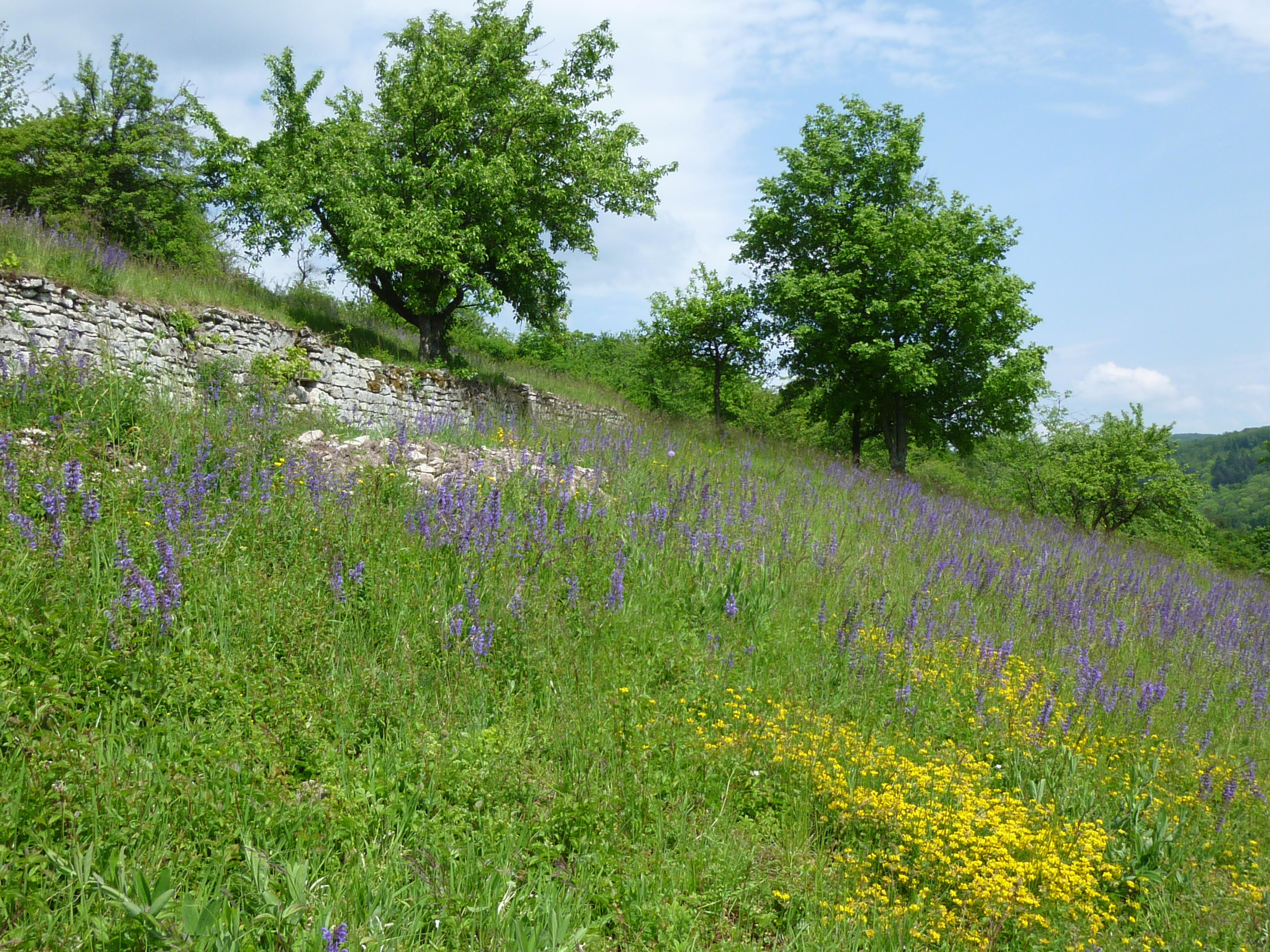
Trockenmauern und Salbei-Glatthaferwiese

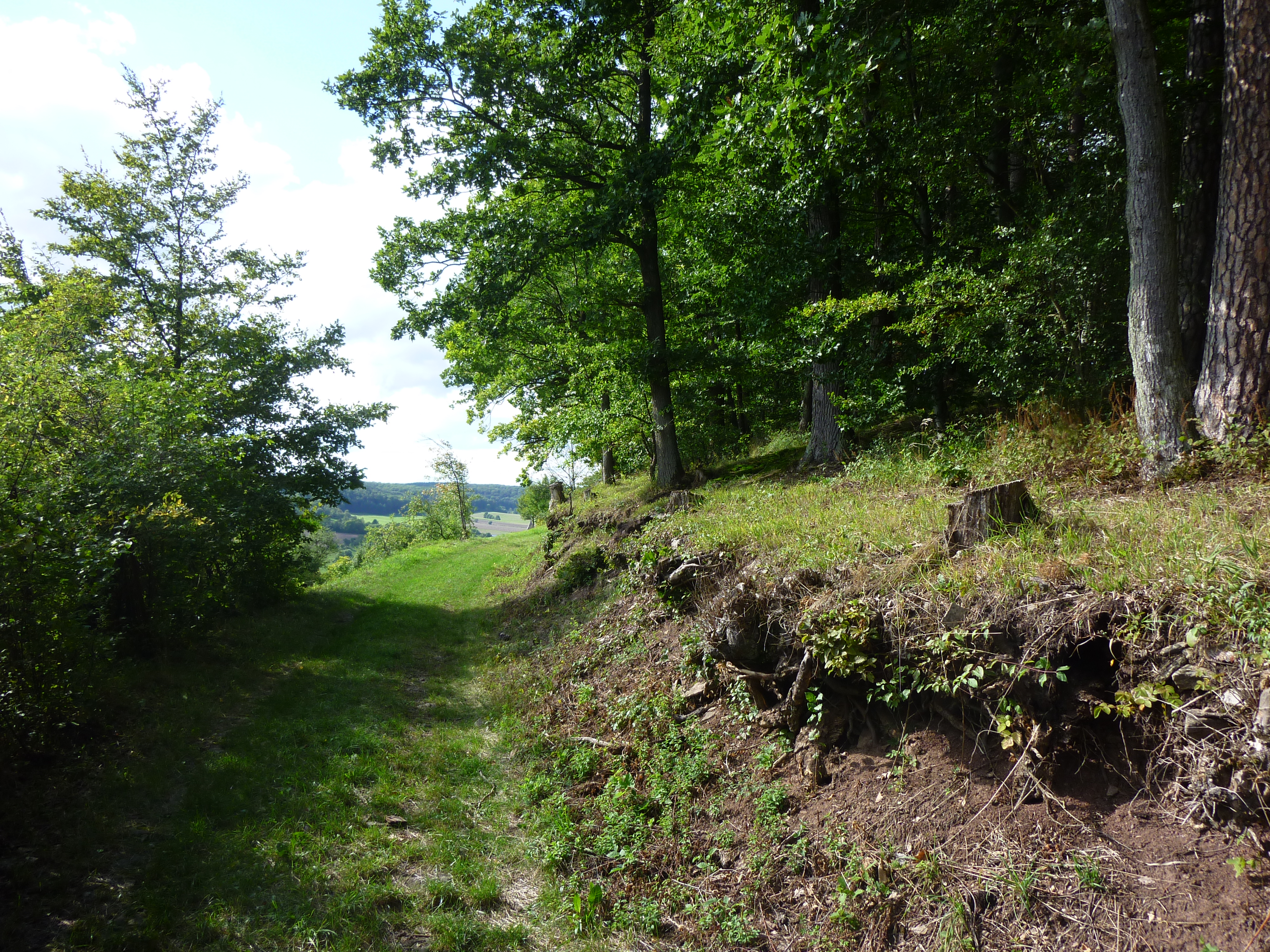
Waldsaum am Unteren Berg

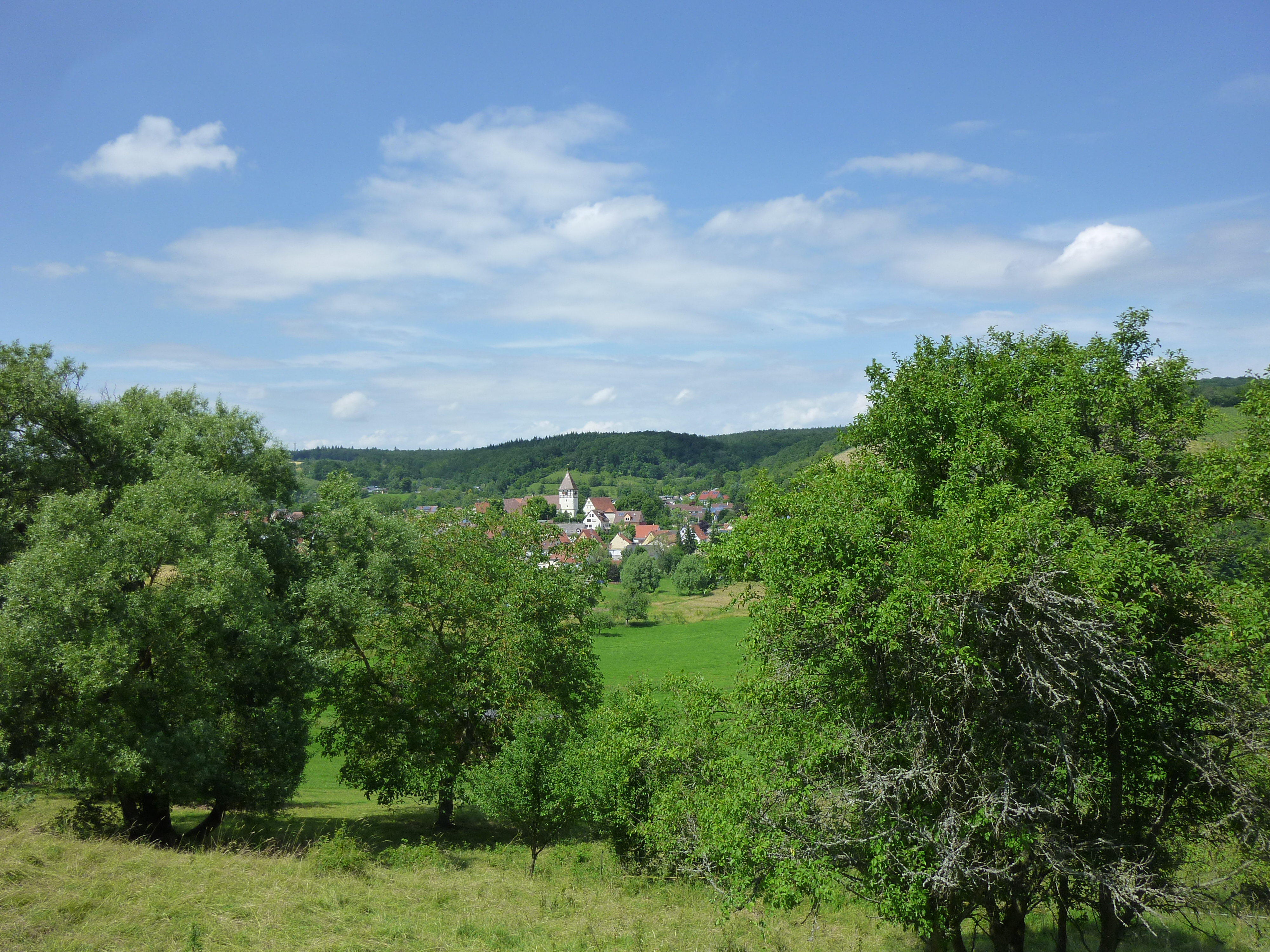
Unterer Berg mit Blick auf Häfnerhaslach

Das Naturschutzgebiet (NSG) Unterer Berg (Kennung: 1.253) im baden-württembergischen Landkreis Ludwigsburg umfasst eine Fläche von rund 14,8 Hektar, die zur Markung von Sachsenheim gehört. Die Naturschutzgebietsverordnung des Regierungspräsidiums Stuttgart stammt vom 21. Oktober 2002.

## Lage
Das Naturschutzgebiet liegt im Naturpark Stromberg-Heuchelberg an einem Süd-/Südwesthang des Kirbachtals östlich von Häfnerhaslach (Ortsteil der Stadt Sachsenheim). Das NSG ist Bestandteil des FFH-Gebietes 7018-341 „Stromberg“.

## Schutzzweck
Schutzzweck ist es, die Eigenart und die Entwicklung eines im Stromberg und im Mittleren Keuper einzigartigen Rests der ehemals weit verbreiteten terrassierten Weinbaulandschaft zu bewahren, insbesondere:
- die ehemaligen Weinbergterrassen des »Unteren Bergs« als ein Zeugnis vom Umgang früherer Generationen mit Natur und Landschaft;
- die für die Südhänge des Strombergs seit Jahrhunderten ausgeübte Nutzungsweise mit Trockenmauern, Weinbergstaffeln und Hangterrassen;
- die räumliche Verflechtung unterschiedlicher Biotoptypen auf wechselnden Bodenverhältnissen und den besonderen mikroklimatischen Verhältnissen entlang der Trockenmauern und Weinbergstaffeln;
- die Strukturvielfalt der Lebensstätten als Refugium für eine artenreiche Tierwelt;
- die aus der Nutzungsaufgabe resultierende Pflanzendecke der blütenreichen Halbtrockenrasen, der wärmeliebenden, kräuterreichen Übergangsstadien, Saum- und Gebüschgesellschaften, der Streuobstwiesen und des Grünlands im Tal;
- die auf der Kuppe und entlang der Hangkante vorkommenden Waldtypen des Hainsimsen-Buchen-Waldes bzw. des Waldlabkraut-Eichen-Hainbuchen-Waldes.

## Tier- und Pflanzenarten
Der Untere Berg ist Heimat einer Vielzahl seltener und gefährdeter Tier- und Pflanzenarten.
Auf offenen Böden kommen Saat-Mohn (Papaver dubium), Sand-Mohn (Papaver argemone) und Blauer Gauchheil (Anagallis foemina) vor, auf Mauerkronen findet sich Rauer Eibisch (Althaea hirsuta).
In frischeren Wiesen wachsen Knolliges Lungenkraut (Pulmonaria montana), im Magerrasen heimische Orchideen wie Grünliche Waldhyazinthe (Platanthera chlorantha), Mücken-Händelwurz (Gymnadenia conopsea), Helm-Knabenkraut (Orchis militaris), Stattliches Knabenkraut (Orchis mascula), Bocks-Riemenzunge (Himantoglossum hircinum), Pyramiden-Hundswurz (Orchis pyramidalis), Bienen-Ragwurz (Ophrys apifera), Spinnen-Ragwurz (Ophrys sphegodes) und – bisher nur im Jahre 1996 – Ohnsporn (Aceras anthropophorum). Brutvögel sind Wendehals (Jynx torquilla) und Baumpieper (Anthus trivilis). Die seltene Zwerg-Heideschnecke (Xerocrassa geyeri) hat am Unteren Berg ein Reliktvorkommen. Die blütenreichen Wiesen sind ferner Lebensraum für zahlreiche Tagfalter wie Weißbindiges Wiesenvögelchen (Coenonympha arcania), Kleiner Schlehen-Zipfelfalter (Satyrium acaciae), Wachtelweizen-Scheckenfalter (Melitaea athalia) und Feuriger Perlmuttfalter (Fabriciana adippe). Auch der Heidegrashüpfer (Stenobothrus lineatus) liebt die kurzrasigen Bereiche.
Aufkommende Gebüsche enthalten Raublättrige Rose (Rosa jundzillii) und Essig-Rose (Rosa gallica).
Am Waldsaum über Stubensandstein findet sich Gewöhnliche Pechnelke (Lychnis viscaria), Prachtnelke (Dianthus superbus) und Deutscher Ginster (Genista germanica). Dort, wo Bunter Mergel ansteht, gedeiht Müllers Stendelwurz (Epipactis muelleri).
Im Wald wächst Färber-Scharte (Serratula tinctoria) und geht die Bechsteinfledermaus (Myotis bechsteinii) auf Jagd. Der Mittelspecht (Picoides medius) ist hier Brutvogel.

## Pflegemaßnahmen
Schutz- und Pflegemaßnahmen werden in einem Pflege- und Entwicklungsplan und durch Einzelanordnung der höheren Naturschutzbehörde (Regierungspräsidium Stuttgart) festgelegt. Zur Erhaltung der bedeutenden Pflanzen- und Tiervorkommen wurden durch Pflegetrupps Gebüsche gerodet und eingefallene Trockenmauern wieder aufgerichtet. Die Offenhaltung der Rasen erfolgt durch örtliche Landwirte und durch Schafbeweidung.
Das Landratsamt Ludwigsburg nutzt sein Tápió-Naturschutzprojekt, um am Unteren Berg zusammen mit jungen Ungarinnen und Ungarn sowie deutschen Jugendlichen aktive Naturschutzarbeit zu leisten. So stehen in den Magerrasen Landschaftspflegeeinsätze auf dem Programm.